# Kamil Stefko
Kamil Ignacy Stefko (ur. 8 kwietnia 1875 w Złoczowie, zm. 17 lutego 1966 we Wrocławiu) – polski prawnik, specjalista prawa procesowego cywilnego, profesor prawa Uniwersytetu Jana Kazimierza we Lwowie i Wyższej Szkoły Handlowej we Wrocławiu, członek Komisji Kodyfikacyjnej II RP, oficer wojskowy.

## Życiorys
Kamil Ignacy Stefko był synem Michała (1840–1916), prawnika, sędziego, i Kamili z domu Lemoch (córka prof. Ignacego Lemocha, czeskiego profesora matematyki elementarnej Uniwersytetu Lwowskiego i rektora tej uczelni) oraz młodszym bratem Mieczysława (1871–1949), prawnika.
W 1892 ukończył VIII klasę ze stopniem celującym i zdał egzamin dojrzałości z odznaczeniem w C. K. Gimnazjum Arcyksiężniczki Elżbiety w Samborze (w jego klasie był m.in. Roman Negrusz). Ukończył studia na Wydziale Prawa Uniwersytetu Lwowskiego, a w 1897 obronił tamże doktorat. Podobnie jak ojciec Michał i brat Mieczysław w okresie zaboru austriackiego w ramach autonomii galicyjskiej wstąpił do służby wymiaru sprawiedliwości Austro-Węgier. Jako auskultant C. K. Wyższego Sądu Krajowego we Lwowie od ok. 1898 był auskultantem w C. K. Sądzie Krajowym we Lwowie. Odbył aplikację sądową i w 1899 złożył egzamin sędziowski. Od ok. 1899 do ok. 1902 był adiunktem w C. K. Sądzie Powiatowym w Brodach. Później, od ok. 1906 do ok. 1912 był adwokatem we Lwowie w obrębie lwowskiego Sądu Krajowego. W 1907 habilitował się na podstawie rozprawy habilitacyjnej O mieszkaniu wedle procedury austriackiej. Odbył także studia w Berlinie. Od ok. 1908 był docentem prywatnym austriackiego prawa procesowego cywilnego na Wydziale Prawa i Umiejętności macierzystej uczelni we Lwowie, od 1910 profesorem nadzwyczajnym, a w marcu 1916 profesorem zwyczajnym prawa procesowego cywilnego na Uniwersytecie Lwowskim. W połowie 1917 został wybrany dziekanem Wydziału Prawa Uniwersytetu Lwowskiego na rok akademicki 1917/1918. Od ok. 1910 był komisarzem egzaminacyjnym w C. K. Komisji dla Teoretycznych Egzaminów Rządowych, a od ok. 1912 członkiem komisji egzaminacyjnej sądowej. W lutym 1914 został wybrany członkiem wydziału Lwowskiego Towarzystwa Prawniczego.
W rezerwie artylerii polowej C. K. Armii został mianowany na stopień kadeta z dniem 1 stycznia 1892, a potem awansowany na stopień porucznika z dniem 1 stycznia 1899. Od początku był przydzielony do 11 pułku artylerii korpuśnej we Lwowie (jako kadet był zastępcą oficera) do ok. 1902. Około 1900 został przeniesiony do ewidencji C. K. Obrony Krajowej i zweryfikowany w stopniu porucznika piechoty w grupie nieaktywnych z dniem 1 stycznia 1899. W tym charakterze był przydzielony do 35 pułku piechoty obrony krajowej w rodzinnym Złoczowie do ok. 1906. Od ok. 1907 był porucznikiem „w stosunku ewidencji” C. K. Obrony Krajowej, a od ok. 1913 do 1914 w tym samym charakterze w artylerii C. K. Obrony Krajowej. Podczas I wojny światowej został awansowany na stopień nadporucznika w artylerii C. K. Obrony Krajowej z dniem 1 listopada 1914 i do 1918 pozostawał „w stosunku ewidencji”.
Po zakończeniu I wojny światowej i odzyskaniu przez Polskę niepodległości został przyjęty do Wojska Polskiego. Został awansowany do stopnia porucznika rezerwy artylerii ze starszeństwem z 1 czerwca 1919 (w 1923 był zweryfikowany z lokatą 30, a w 1924 z lokatą 11). W latach 20. był oficerem rezerwowym 5 Pułku Artylerii Polowej we Lwowie, w tym w 1924 jako oficer pospolitego ruszenia. W 1934 jako porucznik pospolitego ruszenia rezerwy był przydzielony do Oficerskiej Kadry Okręgowej nr VI jako „oficer reklamowany na 12 miesięcy” i pozostawał wówczas w ewidencji Powiatowej Komendy Uzupełnień Lwów Miasto.
W roku szkolnym 1926/27 był dziekanem Wydziału Prawa i Umiejętności Politycznych Uniwersytetu Jana Kazimierza we Lwowie. W II RP był członkiem Komisji Kodyfikacyjnej (od ok. 1931 do 1939), zaś od 1932 członkiem Trybunału Kompetencyjnego. W roku akademickim 1933/1934 był komisarzem Uniwersytetu Jana Kazimierza we Lwowie po tym, jak z urzędu ustąpił Henryk Halban. Był członkiem zwyczajnym Kasyna i Koła Literacko-Artystycznego we Lwowie.
W 1941 wyjechał ze Lwowa do Warszawy. Został tam kierownikiem biura tłumaczeń niemieckich w Polskiej Pocztowej Kasie Oszczędności. Od maja 1945 był pełnomocnikiem ds. uruchomienia Wydziału Prawa i Administracji we Wrocławiu, a także pierwszym dziekanem tego wydziału, współorganizator i pierwszy rektor Wyższej Szkoły Handlowej. Był działaczem Stronnictwa Demokratycznego, z jego ramienia zasiadał w Prezydium Wojewódzkiej Rady Narodowej we Wrocławiu.
Zmarł 17 lutego 1966 we Wrocławiu i został pochowany na cmentarzu św. Wawrzyńca we Wrocławiu.

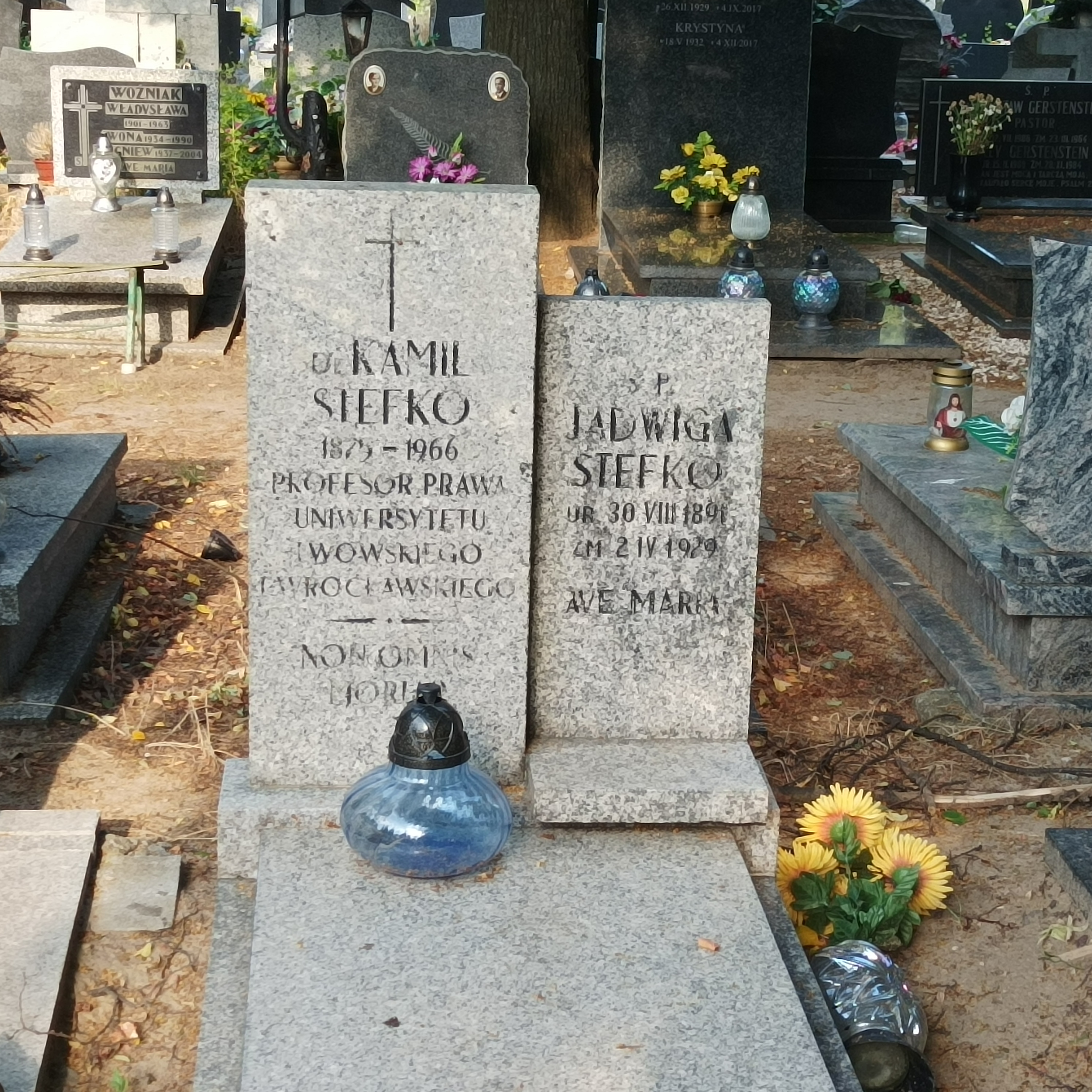
Grobowiec Kamila Stefki

## Publikacje
- O omieszkaniu wedle austriackiej procedury cywilnej (1907)
- Rzut oka na historyczny rozwój prawa egzekucyjnego (1916)
- Główne zasady polskiej procedury cywilnej (1919)
- Dyplomatyczne zwolnienie od jurysdykcji w sprawach cywilnych (1938)
- Udział prokuratora w postępowaniu cywilnym (1956)

## Ordery i odznaczenia
- Krzyż Komandorski Orderu Odrodzenia Polski (dwukrotnie: 10 listopada 1933[35], 27 września 1955[36])
- Złoty Krzyż Zasługi (14 października 1947)[37]
- Medal 10-lecia Polski Ludowej (7 maja 1955)[38]
- Odznaka 25-lecia Stronnictwa Demokratycznego (1964)
- Brązowy Medal Jubileuszowy Pamiątkowy dla Sił Zbrojnych i Żandarmerii (Austro-Węgry, ok. 1899)[18]

## Upamiętnienie
W 2011 imieniem Kamila Stefki nazwano ulicę we wrocławskim Oporowie.